# U Rektorového
U Rektorového je kopec s nadmořskou výškou 273 m, jehož vrchol se nachází na území města Studénka v okrese Nový Jičín v Moravskoslezském kraji. Geograficky náleží do nížiny Oderská brána patřící do geomorfologického celku Moravská brána (součást pásma Západních Vněkarpatských sníženin).

## Další informace
Kopec je pokryt sprašovými hlínami. Severní svahy kopce se nachází na území vesnice Velké Albrechtice. Vrchol kopce leží v polích u silnice ze Studénky do Bravantic a nevede k němu žádná stezka. Kopec leží v povodí řeky Odry. Poblíž vrcholu se nachází také vodojem a starý poškozený kamenný kříž o výšce 2,95 m s nápisem „INRI“ a mělkým výklenkem, ve kterém byl umístěn litinový reliéf Panny Marie. Vrchol kopce je celoročně volně přístupný a nabízí výhledy po okolí.

## Galerie

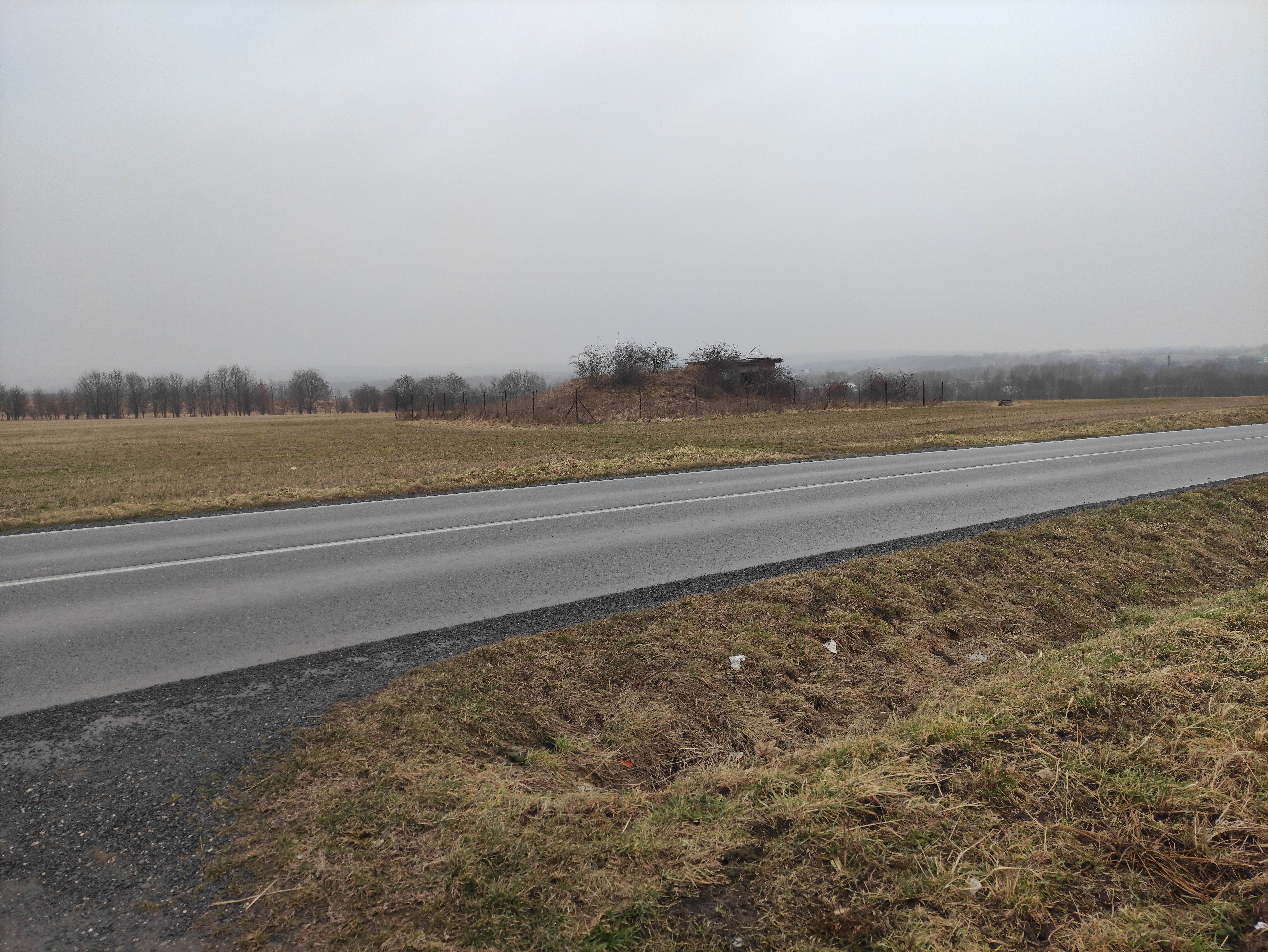
Silnice u kopce
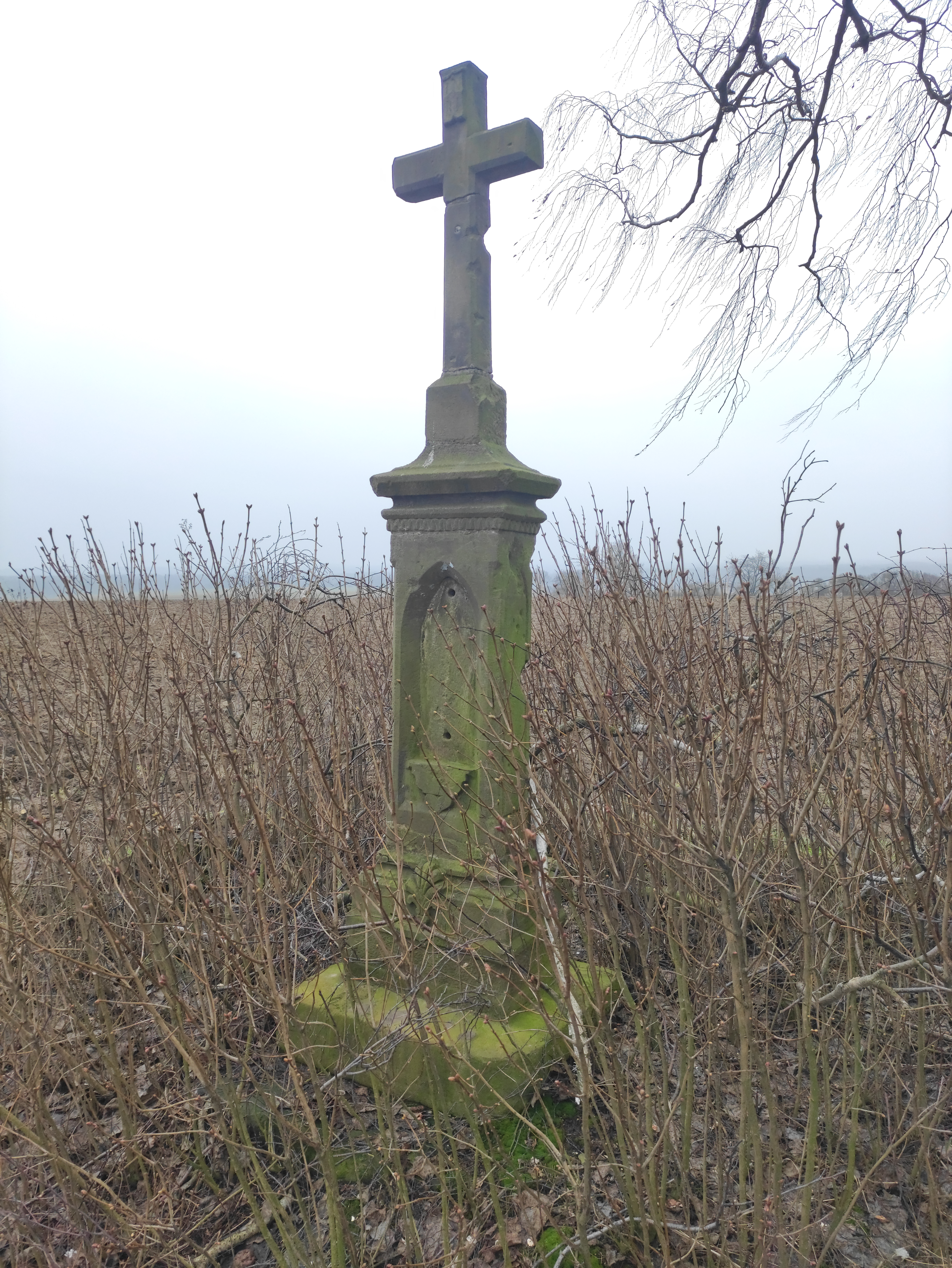
Kříž u cesty